# Al Wilson
Aldra Kauwa Wilson (Jackson, 21 giugno 1977) è un ex giocatore di football americano statunitense che ha militato nel ruolo di linebacker nella National Football League (NFL).

## Carriera
Al college Wilson giocò a football a Tennessee, venendo premiato come All-American. Fu scelto come trentunesimo assoluto nel Draft NFL 1999 dai Denver Broncos. Debuttò contro i Miami Dolphins nell gara del primo turno e fece registrare il suo primo sack nel quinto turno contro gli Oakland Raiders. Concluse la sua stagione da rookie con 77 tackle, 4 passaggi deviati e 2 fumble. Nella seconda ebbe 5 sack, 61 placcaggi, 3 intercetti e 8 passaggi deviati in 15 partite.
Wilson fece registrare 3 sack, 85 tackle e 5 passaggi deviati nel 2001, venendo convocato per il suo primo Pro Bowl Nel 2002 ebbe 5 sack, 132 placcaggi (leader della squadra), 4 passaggi deviati e un fumble forzato, venendo convocato per il secondo Pro Bowl. Nel 2003 guidò ancora la squadra con 88 tackle. Nella settimana 11 della stagione 2004 contro i New Orleans Saints Wilson ritornò un intercetto per 7 yard segnando il suo primo touchdown. Chiuse con 2,5 sack, 105 placcaggi e 2 intercetti. Nel 2005 fu convocato per il quarto Pro Bowl dopo 3 sack, 73 tackle, 9 passaggi deviati e 2 fumble forzati. Nel quarto turno fu premiato come miglior difensore della AFC della settimana per la sua prestazione contro i Jacksonville Jaguars, dove forzò due fumble. Per la prima volta fu anche inserito nel First-team All-Pro.
Il 3 dicembre 2006 Wilson subì un infortunio al collo durante un finto tentativo di field goal nella gara contro i Seattle Seahawks. Fu portato fuori dal campo in barella e portato all'ospedale ma riuscì a essere in campo nel turno successivo per aiutare i Broncos a raggiungere i playoff. Chiuse l'annata guidando la squadra con 106 placcaggi, venendo convocato per il suo quinto e ultimo Pro Bowl.
Wilson fu svincolato dai Denver Broncos il 13 aprile 2007, a causa degli infortuni e problemi al tetto salariale. Il 10 settembre 2008 annunciò ufficialmente il suo ritiro dal football professionistico.

## Palmarès
- Convocazioni al Pro Bowl: 5

2001, 2002, 2003, 2005, 2006
- First-team All-Pro: 1

2005
- Second-team All-Pro:

2003